# Horst Köhler (Diplomat)
Horst Köhler (* 21. Mai 1924 in Chemnitz; † 20. Mai 1984) war ein deutscher Diplomat. Er war Botschafter der DDR in Somalia sowie in mehreren Staaten des südlichen Afrikas.

## Leben
Köhler leistete nach dem Besuch von Lehrerbildungseinrichtungen Kriegsdienst in der Wehrmacht. Nach 1945 war er im Schuldienst tätig und wurde Mitglied der SED. 
Ab Anfang der 1960er Jahre war er Mitarbeiter des Ministeriums für Auswärtige Angelegenheiten der DDR (MfAA). Von 1961 bis 1965 war er Mitarbeiter des Generalkonsulats in Kairo, dann Dritter Sekretär an der Botschaft in Sansibar sowie Vizekonsul am Generalkonsulat in Tansania. 
Anschließend nahm Köhler ein Studium der Geschichte an der Karl-Marx-Universität Leipzig auf, das er 1970 als Diplomhistoriker abschloss. Daraufhin arbeitete er als Sektorenleiter für afrikanische und arabische Länder bzw. stellvertretender Abteilungsleiter in der Abteilung „Internationale Verbindungen“ beim Bundesvorstand des FDGB. 
Ab 1974 war er wieder für das MfAA tätig. Von 1974 bis 1978 war er Botschafter der DDR in der somalischen Hauptstadt Mogadischu, ab Mai 1979 Botschafter in Lusaka (Sambia) sowie ab November 1979 zweitakkreditiert in Botswana und Lesotho. Er starb einen Tag vor seinem 60. Geburtstag.

## Auszeichnungen
- Verdienstmedaille der DDR
- Vaterländischer Verdienstorden in Bronze (1978)